# کرن حسن
کَرِن حسن (انگلیسی: Karen Hassan) بازیگر اهل ایرلند شمالی است.
از فیلم‌ها یا مجموعه‌های تلویزیونی که وی در آن‌ها نقش داشته است، می‌توان به هالیوکس، گرسنگی، سقوط، وایکینگ‌ها اشاره نمود.